# Ultimate Invasion
Ultimate Invasion — чотирисерійна обмежена серія коміксів, написана Джонатаном Гікманом, з ілюстраціями Браяна Гітча та кольоровим оформленням Алекса Сінклера. Перший випуск був опублікований американською компанією Marvel Comics 21 червня 2023 року.
Сюжет зосереджений на Творцеві (альтернативній версії Ріда Річардса із Землі-1610), який використовує свої знання та технології, щоб змоделювати нову реальність — Землю-6160 — за власним образом. Події серії започатковують нову сюжетну лінію Marvel під назвою Ultimate Universe (2023).

## Історія публікації
Ultimate Invasion — чотирисерійна обмежена серія коміксів видавництва Marvel Comics. Сценаристом виступив Джонатан Гікман, а ілюстратором і колористом — Браян Гітч і Алекс Сінклер відповідно. Серія виконує роль переосмислення та повторного запуску концепції Ultimate Comics, спершу створеної Браяном Майклом Бендісом. Перший випуск побачив світ 21 червня 2023 року.
Первісно серію мав писати Донні Кейтс, оскільки її сюжетна лінія напряму продовжує його інтерпретацію Творця у серії Venom. Проте через автомобільну аварію, що призвела до втрати пам'яті, Кейтс був змушений залишити проєкт. Гікман узявся за написання, кардинально змінивши підхід до історії, але Кейтс отримав спеціальну подяку в першому випуску.
Сюжет Ultimate Invasion розгортається навколо Творця (альтернативної версії Ріда Річардса із Землі-1610), який створює новий альтернативний всесвіт — Землю-6160 — і маніпулює її розвитком, аби встановити свій контроль і змінити хід історії.
У інтерв'ю Джонатан Гікман зазначив, що повернення до ідеї Ultimate Comics не могло бути простим повторенням або оновленням того, що свого часу зробив Бендіс, чи завершальним актом уже наявного всесвіту, як це свого часу зробив сам Гікман.

## Сюжет
Творець тікає з ув'язнення, викрадає ключові речі у героїв Землі-616 і створює нову реальність — Землю-6160, де він змінює історію і стає диктатором. Він блокує походження більшості героїв, будує новий світовий порядок із підконтрольними урядами та правителями.
Говард Старк працює з ним, але зрештою зраджує Творця, дозволивши Канґу й армії з майбутнього увірватися. Після масштабної битви обидва вороги зникають усередині ізольованого міста. Говард залишає синові Тоні листа й частину технології. Тоні бере псевдонім Залізний парубок і розпочинає відбудову з опором.
У післямові Тоні, Дум, Тор і Сіф визволяють Капітана Америку й починають відновлення справжнього світу. Водночас Рада світу влаштовує провокацію, знищуючи Мангеттен і звинувачуючи в цьому Тоні. Однак він виживає і таємно готує повстання.

## Огляди
Сприйняття Ultimate Invasion аудиторією було переважно позитивним. На сайті League of Comic Geeks 97 % читачів схвально оцінили перший випуск серії Ultimate Invasion, середня оцінка становила 4,1 із 5. Другий випуск мав схожий рівень підтримки — його схвалили 95 % читачів, середня оцінка також становила 4,1 із 5. Водночас критики зустріли весь сюжетний цикл змішаними відгуками: середня оцінка від професійних рецензентів становила 7,3 з 10 на основі 42 рецензій.
| Випуск | Дата публікації | Оцінка | Огляди | Прим.  |
| ------ | --------------- | ------ | ------ | ------ |
| #1     | 21 червня 2023  | 7,8/10 | 15     | [ 9 ]  |
| #2     | 26 липня 2023   | 7,8/10 | 9      | [ 10 ] |
| #3     | 30 серпня 2023  | 7,3/10 | 10     | [ 11 ] |
| #4     | 27 вересня 2023 | 6,5/10 | 8      | [ 12 ] |

## Колекційні видання
| Назва                                  | Випуски | Дата публікації | ISBN                |
| -------------------------------------- | --- | --------------- | ------------------- |
| Ultimate Invasion                      | - Ultimate Invasion #1–4                                                                                               | 26 березня 2024 | ISBN 978-0785194736 |
| The Ultimates, Volume 1: Fix the World | - Ultimate Universe one-shot - The Ultimates #1–6 - Матеріали з Free Comic Book Day 2024: Ultimate Universe/Spider-Man | 4 лютого 2025   | ISBN 978-1302957513 |